# Apocalipsis
Juan Carlos Contreras Uribe, mer känd som Apocalipsis är en mexikansk fribrottare eller luchador från Mexiko. Apocalipsis wrestlar som en rudo eller heel det vill säga en ond karaktär. 
Han arbetar i och tävlar för Consejo Mundial de Lucha Libre, vanligtvis förkortat som "CMLL" sedan år 2000. 
Apocalipsis wrestlar som många andra mexikanska fribrottare under en mask, enligt traditioner inom Lucha libre. Han wrestlade dock tidigare under namnet El Koreano och förlorade sin mask mot Ricky Marvin den 15 oktober 2000. 2005 blev han Apocalipsis och återfick rätten att bära mask med sin nya karaktär.